# Drzewo genealogiczne Chrystusa (obraz Michaela Willmanna)
Drzewo genealogiczne Chrystusa – obraz ołtarzowy śląskiego malarza barokowego Michaela Willmanna w kościele opackim Wniebowzięcia NMP w Krzeszowie.
Obraz ołtarza głównego powstał na zamówienie opata klasztoru w Krzeszowie Bernharda Rosy dla kościoła opackiego pw. Łaski NMP. Po zakończeniu budowy nowej świątyni w 1734 r. umieszczony został w południowym transepcie w ołtarzu bocznym. W zbiorach Muzeum Narodowego we Wrocławiu zachowały się:
- wzorzec malowidła w postaci własnoręcznej akwaforty Willmanna (345 × 200 mm), wykonany w 1675 roku na zlecenie krzeszowskiego opata[1]
- olejny model, staranny wzorzec przyszłego obrazu do ołtarza głównego wykonany w pomniejszonej skali. Malarz wiernie powtórzył kompozycję graficznego przedstawienia w olejnym modelu oraz w samym obrazie[2].

U dołu kompozycji zasiadają patriarcha Abraham i jego syn Izaak. U ich stóp znajduje się naczynie z żarem, na plecach Izaaka wiązka szczap – aluzja do ofiary, jaką miał złożyć ze swego syna. Anioł z tablicą genealogiczną po lewej stronie przedstawia rodowód Jezusa z Ewangelii św. Mateusza (1, 1-17). Leżący przy księdze wół z prawej strony jest aluzją do podobnego rodowodu z Ewangelii św. Łukasza (3, 23-38). Malarz potraktował je jako źródła do treści przedstawienia. Od patriarchy wyprowadzono dwie gałęzie rodowe: królewską, wiodącą poprzez Dawida i Jakuba do św. Józefa oraz kapłańską, prowadzącą poprzez Aarona do Marii. Obie linie przodków prowadzą do Trójcy Ziemskiej – rodziny Józefa i Marii, a poprzez siedzące na jej kolanach Dzieciątko do Trójcy Niebiańskiej z gołębicą Ducha Świętego i Bogiem Ojcem. Stopa Marii na sierpie księżyca depcząca głowę węża oplatającego Ziemię symbolizuje zwycięstwo nad grzechem pierworodnym. Towarzyszący Marii Józef trzyma w ręku lilię – symbol czystości ich małżeństwa.
Program ikonograficzny ołtarza uzupełniał usytuowany w górnej kondygnacji obraz Koronacja Marii przez Trójcę Świętą, który nie dochował się do naszych czasów.
Kilkanaście lat później (1693-1695) rozszerzoną genealogicznie wersję rodowodu przedstawił Willmann w monumentalnym cyklu 15 fresków na sklepieniu kościoła św. Józefa w Krzeszowie (Przodkowie Świętej Rodziny).